# I går aftes
I går aftes (russisk: Последняя ночь) er en sovjetisk film fra 1936 af Julij Rajzman.

## Medvirkende
- Ivan Pelttser som Jegor Zakharkin
- Marija Jarotskaja
- Nikolaj Dorokhin som Pjotr Zakharkin
- Aleksej Konsovskij som Kuzma Zakharkin
- Vladimir Popov som Ilja Zakharkin